# 굿모닝뉴스 채선아입니다
《굿모닝뉴스 채선아입니다》는 대한민국의 방송국 기독교방송의 라디오 채널 CBS 표준FM에서 월~금 오전 6시 5분 ~ 오전 7시, 토요일 오전 6시 ~ 7시까지 방송했던 라디오 프로그램이다. 2023년 4월 8일 자로 7년만에 폐지되었다.

## 매일코너
- 오늘 아침 브리핑 - 밤사이 뉴스, 당일 아침 뉴스를 요약 브리핑해드립니다
- 뉴스 톱아보기 - 당일 주목할 한국사회 주요 뉴스와 이슈를 정리합니다
- 굿모닝 스포츠 - 한 주간에 있었던 주요 스포츠 소식을 정리합니다

## 요일별 코너
- 월요일 , 수요일~금요일 : 글로벌 뉴스 - 나라 밖 지구촌에서 벌어지는 국제 뉴스를 신속하게 전달합니다
- 화요일 : 오늘의 경제 - 궁금한 경제 뉴스를 쉽게 분석 정리해드립니다
- 토요일 : 누워서 세계 속으로 - 늦잠보다 달콤한 인문학이 있는 감성여행지
- 토요일 : 한 주의 키워드 - 한 주간 정치, 경제, 사회, 국제, 문화 등 분야에서 다양한 이슈가 된 키워드로 풀어가는 뉴스 독해 시간

## 역대 진행자
- 2016년 4월 25일 ~ 2019년 3월 2일 : 박재홍 아나운서
- 2019년 3월 4일 ~ 2020년 10월 24일 : 이강민 아나운서
- 2020년 10월 26일 ~ 2022년 7월 9일 : 이명희 아나운서
- 2022년 7월 11일 ~ 2023년 4월 8일 : 채선아 아나운서

## 같이 보기
관련 항목
- CBS 표준FM

방송 프로그램
- 오늘아침 1라디오
- 고현준의 뉴스브리핑

| CBS 표준FM               |                                                             |                                                                 |
| 이전                     | 굿모닝뉴스 채선아입니다                                     | 다음                                                            |
| 크리스천 칼럼            | 굿모닝뉴스 채선아입니다                                     | 김덕기의 아침뉴스 (평일) 주말 뉴스쇼 (토요일)                   |
| 오전 5시 55분 ~ 오전 6시 | 오전 6시 5분 ~ 오전 7시 (평일) 토요일 오전 6시 ~ 7시 (주말) | 오전 7시 ~ 오전 7시 20분 (평일) 오전 7시 ~ 오전 8시 55분 (주말) |
|                          | 정시 CBS 노컷뉴스                                           |                                                                 |

| 부산CBS 표준FM           |                                                             |                                                                 |
| 이전                     | 굿모닝뉴스 채선아입니다                                     | 다음                                                            |
| 크리스천 칼럼            | 굿모닝뉴스 채선아입니다                                     | 김덕기의 아침뉴스 (평일) 주말 뉴스쇼 (토요일)                   |
| 오전 5시 55분 ~ 오전 6시 | 오전 6시 5분 ~ 오전 7시 (평일) 토요일 오전 6시 ~ 7시 (주말) | 오전 7시 ~ 오전 7시 20분 (평일) 오전 7시 ~ 오전 8시 55분 (주말) |
|                          | 정시 CBS 노컷뉴스                                           |                                                                 |

| 경남CBS 표준FM           |                                                             |                                                                 |
| 이전                     | 굿모닝뉴스 채선아입니다                                     | 다음                                                            |
| 크리스천 칼럼            | 굿모닝뉴스 채선아입니다                                     | 김덕기의 아침뉴스 (평일) 주말 뉴스쇼 (토요일)                   |
| 오전 5시 55분 ~ 오전 6시 | 오전 6시 5분 ~ 오전 7시 (평일) 토요일 오전 6시 ~ 7시 (주말) | 오전 7시 ~ 오전 7시 20분 (평일) 오전 7시 ~ 오전 8시 55분 (주말) |
|                          | 정시 CBS 노컷뉴스                                           |                                                                 |

| 대구CBS 표준FM           |                                                             |                                                                 |
| 이전                     | 굿모닝뉴스 채선아입니다                                     | 다음                                                            |
| 교계행사안내             | 굿모닝뉴스 채선아입니다                                     | 김덕기의 아침뉴스 (평일) 주말 뉴스쇼 (토요일)                   |
| 오전 5시 55분 ~ 오전 6시 | 오전 6시 5분 ~ 오전 7시 (평일) 토요일 오전 6시 ~ 7시 (주말) | 오전 7시 ~ 오전 7시 20분 (평일) 오전 7시 ~ 오전 8시 55분 (주말) |
|                          | 정시 CBS 노컷뉴스                                           |                                                                 |

| 광주CBS 표준FM           |                                                             |                                                                 |
| 이전                     | 굿모닝뉴스 채선아입니다                                     | 다음                                                            |
| 성서강해                 | 굿모닝뉴스 채선아입니다                                     | 김덕기의 아침뉴스 (평일) 주말 뉴스쇼 (토요일)                   |
| 오전 5시 50분 ~ 오전 6시 | 오전 6시 5분 ~ 오전 7시 (평일) 토요일 오전 6시 ~ 7시 (주말) | 오전 7시 ~ 오전 7시 20분 (평일) 오전 7시 ~ 오전 8시 55분 (주말) |
|                          | 정시 크리스천 메시지                                        |                                                                 |